# كأس نيوزيلندا 1970
كأس نيوزيلندا 1970 (بالإنجليزية: 1970 Chatham Cup)‏ هو موسم من كأس نيوزيلندا. فاز فيه Bay Olympic ‏.